# Tiracol

Escudo con tiracol remarcado.

Un tiracol es una larga correa, normalmente hecha de cuero,  que sirve para colgar un escudo en el hombro o en el cuello cuando no esté en uso. Se utilizaba en el combate, liberaba al soldado para usar un arma que requería dos manos (o un arma en cada mano) sin tirar el escudo. Por lo tanto, el escudo podía ser recuperado fácilmente cuando fuera necesario.
Algunos tiracoles tenían una hebilla para ajustar la longitud de la correa. El tiracol permitía unirse a la pantalla del escudo en cualquier lugar a lo largo de su borde, y funcionaba en posición horizontal, vertical o diagonal a través del diámetro del escudo.
Mucha de la información sobre el uso de los tiracoles proviene de diversas obras de arte medievales, como el tapiz de Bayeux. Además, en el Speculum Virginum se muestra una imagen de dos caballeros con escudos en la espalda, sujetados por un tiracol.